# Bandera de Castrillón
La bandera de Castrillón (Asturias) es rectangular, de proporciones 2:3, de color verde (Pantone 355), con el escudo del concejo colocado a una distancia de la vaina (asta) de media anchura de la bandera, y ocupando 2/3 del ancho.